# Памфил Кесарийский
Памфи́л Кесари́йский (др.-греч. Πάμφιλος) (умер 16 февраля 309) — священномученик, пресвитер в Кесарии Палестинской, крупнейший богослов своего времени.
Получил отличное образование в месте своего рождения (Берит в Финикии), совершал поездки в Александрию, занимал гражданские должности. Получив сан пресвитера в Кесарии Палестинской, полностью посвятил себя занятиям христианской литературой (особенно изучением Оригена, сочинения которого переписал собственноручно), собиранию её памятников и изъяснению Священного Писания. Благодаря усилиям Памфила была создана крупная библиотека, размер которой оценивают примерно в 30 тысяч томов, в которой впоследствии работали Иероним Стридонский, Евсевий Кесарийский и другие.
При своей церкви Памфил организовал богословскую школу. К работам по изучению Священного Писания он привлёк Евсевия, который вместе с ним занимался перепиской и рецензией рукописей Библии. В результате их совместных усилий было подготовлено новое издание перевода 70 толковников, на основе, вероятно, имевшегося у них под руками автографа Гекзапл и Тетрапл Оригена. По мнению Монфокона, Евфталиево деление на главы книги Деяний, которое находится у Икумения и в издании Роберта Этьенна, выполнено первоначально Памфилом.
Из сочинений Памфила сохранилась, в латинском переводе Руфина Аквилейского, первая глава его «Апологии Оригена», написанной им уже в тюрьме, во время гонения Максимина (307), вместе с Евсевием (которому принадлежит её 62 глава). Биография Памфила, составленная Евсевием, не сохранилась. Отрывочные сведения о нём содержатся у Евсевия в «Церковной истории» и в «Истории палестинских мучеников», у Сократа и Иеронима; «Акты страданий св. Памфила» — в «Acta sanctorum, Junii» (1, 64).
Православная церковь 16 (29) февраля в високосный год или 16 февраля (1 марта) в невисокосные годы чтит память священномученика Памфила вместе с мучениками Валентом диаконом, Павлом, Порфирием, Селевкием, Феодулом, Иулианом, Самуилом, Илией, Даниилом, Иеремией, Исаией, пострадавшими ок. 307 — 309 годов.